# كيركبي
كيركبي (بالإنجليزية: Kirkby)‏ هي بلدة في ميرزيسايد، إنجلترا، تبلغ مساحتها 4,070 أكر (16.5 كـم2)، 5 ميل (8 كـم) شمال هيتون و6 ميل (10 كـم) شمال شرق ليفربول، بلغ عدد سكانها في عام 2016 هو 41495 نسمة مما يجعلها أكبر مستوطنة في كنوسلي وتاسع أكبر مستوطنة في ميرزيسايد.